# Telamona agrandata
Telamona agrandata är en insektsart som beskrevs av Ball. Telamona agrandata ingår i släktet Telamona och familjen hornstritar. Inga underarter finns listade i Catalogue of Life.